# Хофф, Стиг Хенрик
Стиг Хенрик Хофф (норв. Stig Henrik Hoff, род. 4 февраля 1965 года, Вадсё, Норвегия) — норвежский актёр театра, кино и телевидения.

## Биография
Хофф родом из Финнмарка в Северной Норвегии: он родился в Вадсё, а потом его семья некоторое время жила в Берлевоге. Когда актёру было семь лет, он с родителями переехал ещё раз, на этот раз в Южную Норвегию. Сначала он с семьёй жил в Дарбу, а потом учился на повара в Драммене. В молодости Хофф играл на ударных в нескольких музыкальных группах.
Перед тем, как стать актёром, Хофф работал сварщиком в Крокстадельве и шеф-поваром в ресторане Багателле в Осло. Дебютом Хоффа в кино стал фильм 1991 года «Подменыши» режиссёра Сигве Эндресена (норв. Sigve Endresen). С тех пор он сыграл целый ряд ролей в норвежских кино- и телефильмах. Кроме того, Хофф активно сотрудничает с театрами Riksteatret (национальный прередвижной театр) и Grenland Friteater (независимый театр, расположенный в Порсгрунне).
За участие в фильме «Обожжённый морозом» Хофф номинировался на премию «Аманда» (норвежский аналог премии «Оскар»), а также победил в номинации «Лучший актёр» на Фестивале скандинавских фильмов в Руане (1998).
У актёра четыре дочери. Две старшие, Мю и Аврора (норв. My, Aurora), уже совершеннолетние — от первого брака, две младшие — Лили Максине (род. 2008) и Розалинд (род. 2009) (норв. Lily Maxine, Rosalind) — от брака с актрисой Сёлье Бергман (норв. Sølje Bergman). Крёстным отцом Розалинды стал известный норвежский актёр Аксель Хенни.

## Фильмография
Указаны только полнометражные художественные фильмы.
| Год  | Русское название        | Оригинальное название                       | Персонаж           |
| ---- | ----------------------- | ------------------------------------------- | ------------------ |
| 1991 | Подменыши               | Byttinger                                   | G.T.               |
| 1997 | ~ Спасение              | Livredd                                     |                    |
| 1997 | Обожжённый морозом      | Brent av frost a.k.a. Burnt by Frost        | Симон              |
| 1998 | Кровавые ангелы         | 1732 Høtten a.k.a. Bloody Angels            | Дуэйн              |
| 2000 | -                       | Når mørket er forbi a.k.a. Passing Darkness | Йозеф Омганг       |
| 2000 | Гордость                | Hovmod                                      |                    |
| 2003 | Нордкап                 | Capo Nord                                   |                    |
| 2003 | Фиа и клоуны            | Fia og klovnene                             |                    |
| 2004 | Тот, кто боится волков  | Den som frykter ulven                       | Морган             |
| 2004 | Гавайи, Осло            | Hawaii, Oslo                                | Фроде              |
| 2006 | Товарищ Педерсен        | Gymnaslærer Pedersen                        | Ян Клостад         |
| 2006 | Чудо                    | Mirakel                                     | Хьелль             |
| 2008 | Бунт в Каутокейно       | Kautokeino-opprøret                         | помощник Стокфлета |
| 2008 | Ночь волка              | Ulvenatten                                  | Видар Бё           |
| 2008 | Неспокойная вода        | DeUsynlige                                  | тюремный священник |
| 2008 | Макс Манус              | Max Manus                                   |                    |
| 2011 | Нечто                   | The Thing                                   | Педер              |
| 2012 | В белом плену           | Into the White                              |                    |
| 2013 | Виктория: История любви | Victoria                                    | отец Камиллы       |
| 2016 | Биркебейнеры            | Birkebeinerne                               | Эрленд             |